# IM-2
IM-2 (Intuitive Machines 2), o Athena, è stata una missione spaziale robotica per il trasporto di diversi strumenti scientifici e dimostrativi sulla superficie lunare. È stata la seconda missione condotta dall'azienda privata Intuitive Machines per il programma CLPS della NASA; il lander, del tipo Nova-C, è stato ribattezzato dall'azienda Athena ed è stato lanciato il 27 febbraio 2025 da Cape Canaveral tramite un vettore Falcon 9, con arrivo sulla superficie lunare il 6 marzo 2025. Il carico utile principale di questa missione era PRIME-1, costituito da un trapano e uno spettrometro di massa per indagare la presenza e la quantità di ghiaccio d'acqua sulla Luna.
Athena trasportava anche il Micro Nova Hopper denominato Grace, un drone equipaggiato con uno spettrometro di neutroni per esplorare la regione permanentemente in ombra del vicino cratere Marston. La missione mirava a fornire la prima misurazione superficiale dell'idrogeno, un indicatore essenziale della presenza di acqua in quelle zone perennemente al buio.

## Selezione della missione
Nel novembre 2018, la NASA ha annunciato il programma Commercial Lunar Payload Services, selezionando nove aziende per distribuire carichi utili per l'agenzia spaziale statunitense. Nel maggio 2019, la NASA ha annunciato che Astrobotic Technology, Intuitive Machines e Orbit Beyond avrebbero sviluppato lander lunari, assegnando inizialmente a Intuitive Machines 77 milioni di dollari, che sono diventati alla fine 118 milioni dopo alcune modifiche del contratto
La missione IM-1 nel febbraio 2024 ha seguito la missione Peregrine di Astrobotic Technology, lanciata nel gennaio 2024; l'allunaggio di Peregrine al Mons Gruithuisen Gamma è stato abbandonato quando è stata osservata una perdita di propellente dopo il lancio e la sonda spaziale è stata guidata verso il rientro nell'atmosfera terrestre, dove è andata distrutta. L'atterraggio sulla Luna dell'IM-1 Odysseus fu il primo atterraggio morbido sulla Luna di qualsiasi tipo per una navicella spaziale di fabbricazione americana dall'Apollo 17 nel 1972. Il lander si posizionò inclinato rispetto la superficie a causa della velocità di discesa troppo elevata e non riuscì a proseguire per più di una settimana le operazioni a causa del cattivo orientamento dei pannelli solari. Per essere la prima missione fu considerata tuttavia soddisfacente e aprì il terreno per il lancio dell'IM-2 nel febbraio 2025.

## Strumenti
Il carico utile primario, PRIME-1, include il trapano TRIDENT per campionare il ghiaccio sotto la superficie lunare e lo spettrometro di massa MSolo per misurare la quantità di ghiaccio presente nei campioni. Lo strumento MiniPIX TPX3 SPACE, fornito dalla società ceca ADVACAM, è progettato per monitorare il campo di radiazioni sulla Luna e aiutare a capire come proteggere l'equipaggio e l'equipaggiamento dagli effetti dannosi dei raggi cosmici. La compagnia spaziale Lunar Outpost, in collaborazione con Bell Laboratories, Quantum Aerospace e IM invierà sulla Luna il Mobile Autonomous Prospecting Platform (MAPP), che raccoglierà campioni lunari per la NASA con un contratto simbolico del valore di un dollaro.
Durante la sua esplorazione della durata di alcuni giorni, il rover mapperà autonomamente la superficie lunare, catturerà immagini stereo e dati termici e ispezionerà campioni di regolite lunare in uno speciale contenitore montato sulle sue ruote. Le foto dei campioni e altri dati saranno trasmessi tramite apparecchiature radio e antenne per comunicare con il lander Nova-C. MAPP scatterà immagini 3D e registrerà video utilizzando la fotocamera RESOURCE, sviluppata dal MIT.

## Svolgimento della missione
Nella missione IM-2 è previsto che il lander atterri nella regione del polo sud lunare, su una cresta del cratere Shackleton, dentro al quale potrebbe trovarsi ghiaccio d'acqua. Tuttavia, prima del lancio, il sito di atterraggio previsto è stato cambiato, il lander allunerà nella regione di Mons Mouton, un altopiano vicino al polo sud lunare che era stato pianificato come sito di atterraggio del rover VIPER, poi cancellato. Come carico secondario del Falcon 9, è stato lanciato anche l'orbiter Lunar Trailblazer, il cui compito sarà mappare la superficie lunare per rilevare la presenza e l'abbondanza di acqua.

### Lancio
IM-2 è stato lanciato il 27 febbraio 2025 alle 00:16 UTC, a bordo di un Falcon 9 di SpaceX. Dopo l'inserimento orbitale mirato, Athena si è dispiegato 45 minuti dopo il lancio e ha stabilito un contatto con i controllori di terra alle 01:17 UTC. La mattina successiva è stato confermato che la missione IM-2 era su una buona traiettoria per un inserimento orbitale attorno alla Luna il 3 marzo, con un tentativo di atterraggio programmato per il 6 marzo.

### Allunaggio
Il 6 marzo come previsto il lander ha iniziato la discesa verso la superficie lunare, è stato necessario attendere diversi minuti per la conferma dell'avvenuto allunaggio, tuttavia in una conferenza stampa avvenuta un paio d'ore più tardi è stato annunciato che il lander, benché funzionante così come i suoi strumenti, era atterrato in posizione anomala e che le batterie non si stavano ricaricando.
Il 7 marzo, Intuitive Machines ha annunciato che le immagini ottenute hanno confermato che Athena era atterrata su di un lato come la precedente missione IM-1, dentro a un cratere e in una zona parzialmente in ombra. A causa delle temperature estremamente fredde e del cattivo orientamento dei pannelli solari la missione è stata dichiarata conclusa, vista l'impossibilità di ricaricare le batterie.